# Tupas
Il Ragià Tupas, anche conosciuto come Śrī Tupas (1497 circa – dopo il 1568), fu un Re dell'isola di Cebu, nelle odierne Filippine.
Era nipote del Ragià Humabon e visse nella seconda metà del XVI secolo; era sicuramente Ragià di Cebu nell'anno 1565, quando l'isola fu assoggettata dal conquistador Miguel López de Legazpi che, sotto il Regno di Filippo II di Spagna, occupò l'isola a seguito della battaglia di Cebu e del conseguente Trattato di Cebu con cui la Spagna prese possesso della parte centrale delle Filippine.
Tupas era entrato in contatto con gli spagnoli di de Legazpi il 13 febbraio 1565 e, similmente alle popolazioni di Leyte, Mazagua e Provincia di Camiguin, non aveva riservato al conquistador spagnolo un trattamento amichevole.

## Genealogia
Secondo la tradizione il Rajanato di Cebu fu fondato da Śrī Lumay, anche noto come Rajamuda Lumaya, nativo di Sumatra e che fondò un suo regno su Cebu.
Tupas era nipote del Ragià Humabon della dinastia dell'impero di Śrī Vijaya, dal cui nome deriverebbe l'attuale denominazione delle popolazioni del Visayas o Bisaya.
Śrī Lumay avrebbe avuto molti figli, uno dei qualci chiamato Śrī Alho: egli sarebbe stato Re di Sialo, territorio che comprendeva le attuali città della parte meridionale dell'isola di Cebu Carcar e Santander. Un fratello si sarebbe chiamato Śrī Ukob e sarebbe stato Signore di Nahalin, rajanato che includeva le attuali città nel nord dell'isola di Consolación, Liloan, Compostela, Danao, Carmen e Bantayan. Ukob morì in battaglia combattendo contro i Magalos dell'isola di Mindanao.
Il più giovane dei figli di Lumay era Śrī Bantug, Re di Singhapala, la attuale città di Cebu: sarebbe morto di malattia e il successore fu il figlio Śrī Hamabar, ovvero il Humabon, di cui Tupas era nipote..